# Шахтар

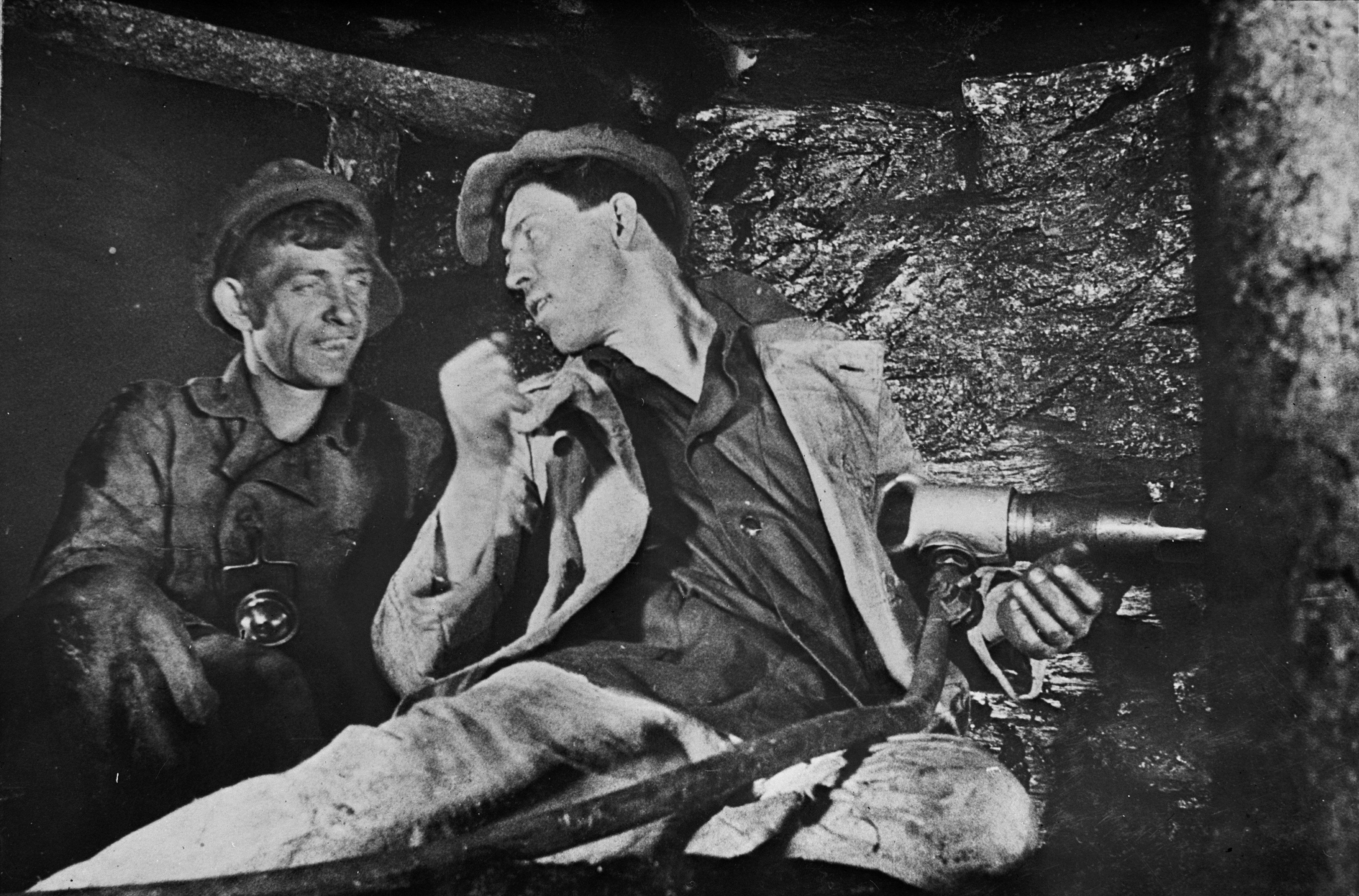
Олексій Григорович Стаханов з помічником у вибої шахти

Шахта́р — гірник, що працює в шахті.
Професія шахтаря одна з найнебезпечніших у світі. Багато шахтарів гине в шахтах від обвалів породи і вибухів метану.[джерело?]

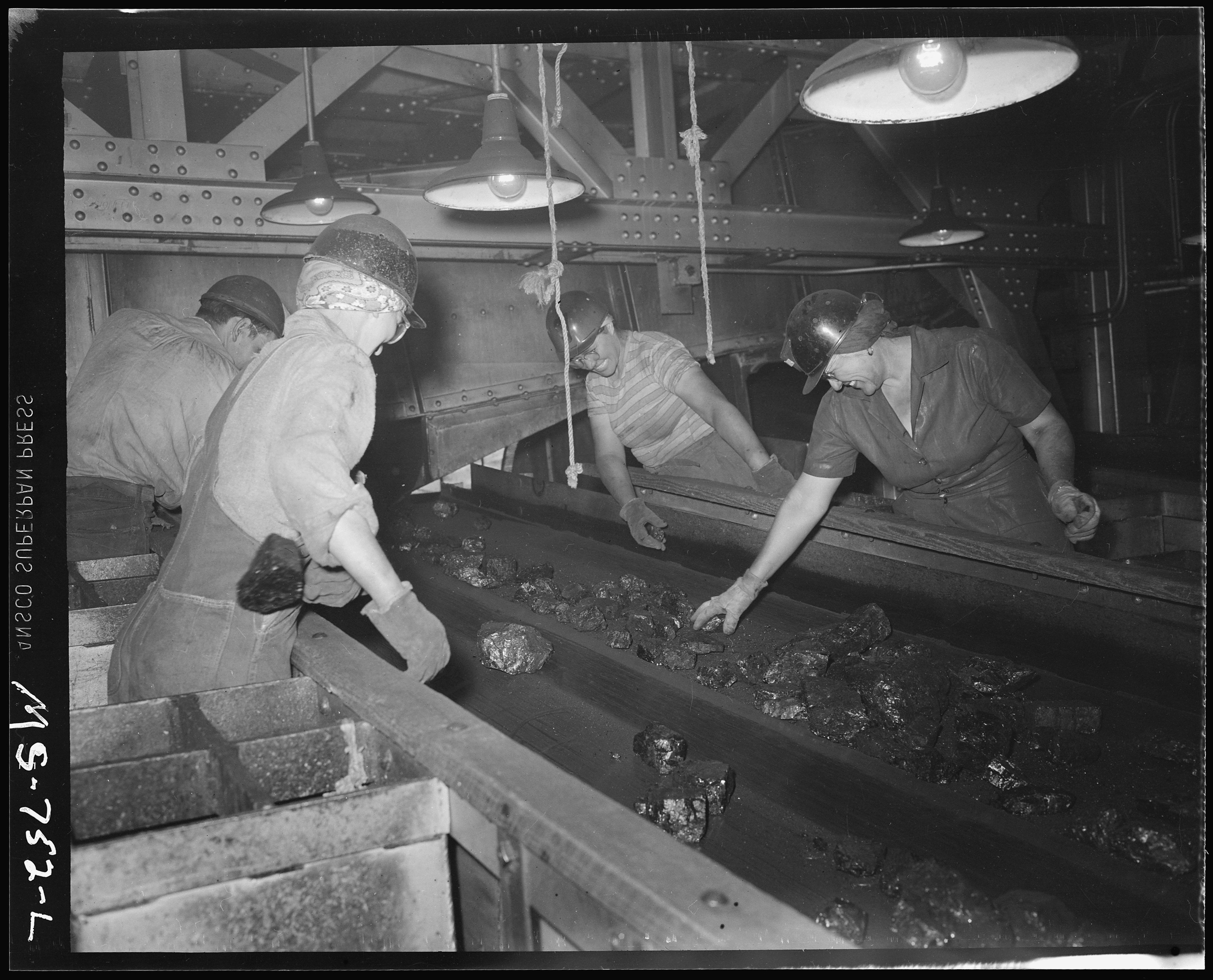
Американські шахтарки

Святкові та повсякденні уніформи шахтарів різних країн:
• гірничий чиновник в парадній формі (Німеччина, перша половина XX століття).
• шахтар у парадній формі (Німеччина)
• шахтар у традиційній формі (Чехословаччина)
• гірничий інженер в парадній формі (Польща)
• гірничий технік в повсякденній формі (Польща)

## Історія професії
Свій початок гірська справа (а саме до неї відносять і професію шахтаря) як така бере у XV столітті, коли люди починають видобувати різну руду з надр землі, а у XVIII столітті відбувається бурхливий його розвиток, відкриваються нові родовища, оцінюються їхні можливості та перспектива. Отоді і з'являються перші шахтарі. Слово «шахтар» походить від німецького «schacht», підприємства, де провадиться видобуток корисних підземних копалин.…

### ВУРСР
В роки Другої Світової війни у зв'язку з браком чоловіків до праці на шахтах у СРСР були залучені жінки. На Донеччині першими жінками-вибійниками стали Н.Кузьменко – дружина фронтовика, М.Гришутіна – донька шахтаря, З.Лагутіна, Р.Бурих в Горлівці, М.Пекова у Макіївці та ін. 10 грудня 1943 р. у Горлівці відбувся зліт дівчат-шахтарів, на якому вони звернулися до усіх дівчат та жінок: «Наслідуйте наш приклад, сміливіше йдіть, товариші, на шахти. Оволодівайте фахами своїх батьків і братів – ставайте вибійниками, врубмашиністами, машиністами електровозів...» В січні 1944 р. Н.Кузьменко за зміну вирубала 43,3 т, виконавши планове завдання на 940%, М.Гришутіна – на 1140%. В.Орзулова 15 березня 1944 р. встановила рекорд – 71 т вугілля, або 1400% від планового. М.Пекова щоденно виконувала норму на 250-280%.
У вугільній промисловості Донбасу чисельність жінок досягла у 1944 р. майже 100 тис. осіб. На підземних роботах вони становили 42,6% від усіх робітників, а на поверхні – 55,9% 